# Кадри Алтай
Кадри Алтай (на турски: Kadri Altay) е турски офицер и политик.

## Биография
Кадри Алтай е роден през 1921 година в Костур, Гърция. Завършва военно училище, а след това военна академия. Командва полк, бригада, армейски корпус и армия. По-късно служи в Генералния щаб на Сухопътните войски. Пенсионира се с чин бригаден генерал.
Влиза в политическия живот и е сред учредителите на Партията Свободни демократи. Депутат е в XVII Велико национално събрание на Турция от Анталия.